# 대니 그레이엄
대니얼 앤서니 윌리엄 "대니" 그레이엄(Daniel Anthony William "Danny" Graham, 1985년 8월 12일 ~ )은 잉글랜드의 전 축구 선수로, 포지션은 공격수였다.